# 飯島庸一
飯島 庸一（いいじま よういち、1964年6月19日 - ）は、S-CHALLENGE Traininng Programu Works代表として活動するフィジカルトレーナー。
神奈川県鎌倉市に生まれ、三歳で千葉県に転居。そのメソッドは、スキー、スノーボード、ゴルフ、サーフィン、トライアスロンなどの競技を中心に、トップアスリートだけではなくパーソナルプログラムやワークショップなどを通して幅広いユーザーに展開している。

## 経歴
念願の日本体育大学ラグビー部に入部するも大きな怪我（腰椎分離および腰椎すべり症）に見舞われ、4ヶ月の入院生活に。8ヶ月におよぶリハビリをするも、元のフィジカルレベルに回復出来ず退部を決意。大学2年時に六日町八海山スキー場で行われたスキー実習で、スキーを初体験。スキーの難しさと奥深さに魅了され、大学3年次にスキー学のゼミを専攻。「諸外国のスキーコンディショニングの比較研究」に興味を持ち、自らの大きな怪我の経験とスキーをジョイントさせて、『スキーコンディショニング』というものが職業に出来ないか模索をはじめる。当時日本ではトレーナーという言葉は一般的では無かったが、怪我で断念したラグビーに代わり、新たな目標となる。
大学卒業後、トレーナーを目指し、フィットネスクラブ（住友不動産フィットネス株式会社：ノーチラスクラブ）に入社。マシンコーチ、マシンヘッドコーチとして各店舗スタッフへの研修業務をこなしつつ、北海道日本ハムファイターズ全選手のコンディショニングサポートを担当。多忙な毎日の中でも『スキー選手のトレーナー』という目標は持ち続け、1988年12月に依願退社。そのシーズンを長野県斑尾高原スキー場「小滝アメリカンスキースクール」の常勤教師として過ごす。
トレーナー関連の発達が遅い日本ではなく、海外で経験を積むことを考え、1989年ニュージーランドに自費留学。同年、ニュージーランド・ナショナルスキーチームのスーパー大回転選手であるジェーン・ブレア選手のプライベートトレーナーとして契約。プロトレーナーとしてのキャリアをスタートさせる。クイーンズタウンのホテル「THC」契約トレーナーとして活動中、サロモン SKINOW（スキーナウ）で転倒した海和俊宏のケアを依頼され、それが縁で翌年よりサロモンチームのサポートをすることになる。
1991年、サロモンスポーツ株式会社・サロモンスキーチームとフィジカルトレーナー契約。当時、SALOMON SKINOW（スキーナウ）のデモンストレーター、渡辺一樹、斎木隆、我満嘉治、伊東秀人、五藤伯文、伊藤真紀子、上原由、山崎操らのトレーナーとして、また、アルペンスキーでは、佐々木明、吉岡大輔、工藤昌巳、皆川賢太郎、武田竜、柏木義之、生田康宏、高瀬慎一、輪島千恵、沖聖子などの、モーグルでは里谷多英のトレーナーとして活動。
1993年、S-CHALLENGE Training Program Works を設立。
翌年には財団法人全日本スキー連盟 全日本スキーチーム 男子ジュニアチームコンディショニングコーチに就任し、多くの世界大会へ帯同。同時に大学や高校のスキー部、スキー連盟の強化サポートにも力を入れる。また、スキー以外でも講演や学校の講師など幅広い活動を展開。2007年にはアメリカ合衆国ハワイ州に S-CHALLENGE Works, Inc. を設立。

### 資格[1]
- 公益財団法人日本体育協会　公認アスレティックトレーナー
- Queenax マスターコーチ
- 4D PRO マスターコーチ

## 関連情報[2]

### アルペンスキー世界ジュニア選手権帯同
1995年（シュバイツ）／1996年（オーストリア）／2002年（プリアンソン）／2004年（マリボー）／2007年（ケベック）

サポート選手:皆川賢太郎、井山敬介、工藤昌巳、西村斉、佐藤照之、岡田利修、大瀧徹也、四戸智也、松本勲人、梶祐亮、星瑞枝、長谷川絵美、金子あゆみ、他

### 冬季ユニバーシアード　アルペンスキー日本代表チーム帯同
1999年冬季ユニバーシアード（ポプラド）／2001年冬季ユニバーシアード（ザコパネ）／2003年冬季ユニバーシアード（タルヴィジオ）／2009年冬季ユニバーシアード（ハルビン）／2011年冬季ユニバーシアード（エルズルム）

サポート選手：皆川賢太郎、大瀧徹也、岡田利修、西村斉、吉岡大輔、安食真治、八木橋拓史、生田康宏、大越龍之介、松本勲人、滝下樹理、梅原玲奈、福島のり子、水口かおり、向川桜子、金子未里、岡本乃絵、他

### 大学・高校スキー部
- 北海学園札幌高校スキー部（1999年～）
- 北海道東海大学スキー部（2004〜2005年）
- 八海高校スキー部（2005～2009年）
- 中央大学スキー部（2005〜2013年）
- 大東文化大学スキー部（2006～2010年）
- 京都産業大学スキー部（2006～2007年）
- 早稲田大学スキー部（2007年～）
- 國學院大學スキー部（2010～2011年）
- 日本女子体育大学スキー部（2011～2015年）
- 福知山成美高校スキー部（2011～2015年）
- 関根学園高校スキー部（2011年～）

### 各県（スキー連盟など）
- 新潟県スキー連盟　強化サポート（2002～2004年）
- 財団法人山口県スキー連盟　強化サポート（2007～2010年）
- 財団法人東京都スキー連盟　教育本部・指導員研修　講師（2007～2013年）／指導者養成講習会 講師（2015・2016年）
- 岐阜県スキー連盟　強化サポート（2008～2010年）
- 福井県競技力向上対策本部事業　スーパーアドバイザー就任（2016年～）

### プログラムサポート（プライベート）

#### スキーヤー
- 佐々木明（1999～2001年）
- 岡田利修（1999～2003年）
- 湯浅直樹（2002～2005年）
- 水落（旧姓高橋）育美（2002～2013年）
- 向川桜子（2005～2009年）
- 清澤恵美子（2007～2009年）
- 沖聖子（2007～2008年）
- 石島瑶子（2011年～）
- 水落亮太（2012年～）
- 兼子稔（2012年～）
- 兼子佳代（2015年～）

#### スキージャンプ
- Japan at Home ジャンプチーム（2016年～）

#### アルペンスノーボーダー
- 斯波正樹（2003～2008年）
- 竹内智香（2006～2012年）

#### プロゴルファー
- 金谷多一郎（2000～2013年）

## 著書
- 『バランスボールトレーニング』（コスミック出版）
- 『カッコいいカラダをつくる！トレーニングBook』（成美堂出版）
- 『男の自主トレ〜溜めるから燃えるへ カラダのアンチエイジング』（山海堂）
- 『速く走る!トレーニングBOOK』（成美堂出版）
- 『スポーツ別強くなる筋力トレーニング』（西東社）
- 『引き締まったからだをつくる筋力トレーニング』（成美堂出版）

### トレーニング監修
- 『スキーの科学』（洋泉社）
- 『きれいにクロール』（新星出版社）
- 『野球上達 Book バッティング』（成美堂出版）
- 『野球上達 Book ピッチング』（成美堂出版）

### 共著
- 『バランスボールでキレイになる!』（池田書店）
- 『難斜面克服100ポイント』（ノースランド出版）

## CM
- CASIO G-SHOCK Metal G　イメージモデル
- アサヒスーパードライ TVCM・メインキャラクター